# Jean-Claude Roussel (aviron)
Pour les articles homonymes, voir Roussel.
Cet article concerne un avironneur français. Pour le patron de l'industrie pharmaceutique français, voir Jean-Claude Roussel.
Jean-Claude Roussel, né le 22 juillet 1957, est un rameur d'aviron français.

## Carrière
Il est médaillé de bronze en deux sans barreur avec Dominique Lecointe aux Championnats du monde d'aviron 1978 à Hamilton. 
Il participe aux Jeux olympiques d'été de 1980, terminant huitième de la finale de deux sans barreur avec Dominique Lecointe